# Nathan Bedford Forrest
Nathan Bedford Forrest (Chapel Hill, Tennessee, 1821 - Memphis, Tennessee, 1877) fou un oficial sudista. De formació autodidacta, fou comerciant de ramat, cavalls i esclaus. Quan esclatà la guerra de secessió, assolí el grau de tinent coronel de cavalleria i lluità a les batalles de Fort Donelson (1862) i Shiloh, després de la qual fou nomenat general. El 1864 massacrà tres-centes persones negres a Fort Pillow i més tard fou derrotat pels nordistes a Brice's Cross. L'abril del 1865 es va rendir. Des del 1866 es va dedicar als negocis i el 1867 fou nomenat cap del Ku Klux Klan. També fou cap dels ferrocarrils de Selma fins a la seva mort, potser per diabetis.